# 三木・モトユキ・エリクソン
三木・モトユキ・エリクソン（みき・モトユキ・エリクソン）は、漫画原作者・評論家の大塚英志のペンネームである。

## 概要
大塚英志は、漫画『多重人格探偵サイコ』（原作：大塚英志、作画：田島昭宇、1997年〜2016年連載、全24巻）に登場するキャラクターであるルーシー・モノストーンが実在した人物であるかのような評伝『ルーシ・モノストーンの真実』を書く際に、「大塚の友人のサブカルチャーに詳しい精神科医」という設定の三木・モトユキ・エリクソンのペンネームを使用した。2005年に、大塚英志の著書『戦後民主主義のリハビリテーション』（角川文庫）のあとがきで、三木・モトユキ・エリクソンが大塚英志のペンネームである事が明らかにされた。
また、三木・モトユキ・エリクソンは大塚英志・白倉由美の小説に「熊の着ぐるみを着た精神科医」という設定のキャラクターとして登場している。
三木・モトユキ・エリクソンのネーミングの内、「モトユキ」は翻訳家の柴田元幸、「エリクソン」は発達心理学者のエリク・H・エリクソンが元ネタである。
後年に、「筑波大学出身の精神科医で、サブカルチャーやおたく文化に詳しい評論家」という、三木・モトユキ・エリクソンとそっくりの経歴の斎藤環が登場したが、大塚英志の回想によると、これはただの偶然で三木・モトユキ・エリクソンのモデルが斎藤環であるわけではないとの事である。
2004年、ルーシー・モノストーンを実在の人物だと思った「特命リサーチ200X」のスタッフが大塚英志に三木・モトユキ・エリクソンの連絡先を教えてほしいと、番組への出演依頼をした。大塚は誰か適当な友人を三木・モトユキ・エリクソンに仕立てて「特命リサーチ200X」に出演させようとしたが、企画が流れたため、この計画は実行されなかった。

## 三木・モトユキ・エリクソンの仮構の設定
以下、本節の記述は全て大塚英志が作成した仮構の設定である。
三木・モトユキ・エリクソン（みき・モトユキ・エリクソン、生年月日不明）は精神科医、文化精神医学者、ルーシー・モノストーン研究家である。
三木・モトユキ・エリクソンは大塚英志と同じ筑波大学出身である。大塚と三木は筑波大学の学生寮で隣同士であった。この時に三木は、大塚にルーシー・モノストーンの海賊版のアルバムと、シーモア・グラス名義のルーシー・モノストーンの評伝のペーパーバックをあげて、大塚にルーシー・モノストーンの事を教えた。
大学2年の夏に別の大学の医学部に入り直して、卒業後は精神科医になった。
数十年後、東京で心療内科クリニックを開業した所、偶然にも大塚英志事務所から数分の場所であったため、大塚との交流が再開した。
同業者の恋人と2人でクリニックを経営しており、その女性は大塚英志の原作漫画・小説の登場人物の伏姫輝燐のモデルになった。

## 作品
ノンフィクション
- 『ルーシー・モノストーンの真実』(角川書店：2002年)
- 『多重人格探偵サイコ ルーシー・モノストーンの真実』(角川コミック・エース：2004年、角川書店2002年刊行版よりタイトル切りかえ)

評論
- 「JFKとルーシー・モノストーン」『ザ・スニーカー』1999年2月号(角川書店）収録
- 「ルーシー・モノストーン　可哀そうなママの話」『ザ・スニーカー』1999年6月号(角川書店）収録
- 「解離する物語」『多重人格探偵サイコ FAKE』  第２巻（原作：大塚英志、許月珍著、角川スニーカー文庫：2000年）に巻末の解説として収録
- 「節操なき後継者　ミュージシャンとしてのルーシー・モノストーン」『サイコエース Vol.2』（月刊少年エース2001年9月増刊号）(角川書店）収録

上記の評論はすべて『ルーシー・モノストーンの真実』に再録されている。

## キャラクターとしての三木・モトユキ・エリクソン
三木・モトユキ・エリクソンは「熊の着ぐるみを着た精神科医」という設定のキャラクターとして大塚英志・白倉由美の小説に登場している
- 『おおきくなりません』（白倉由美、講談社：2002年、徳間デュアル文庫：2007年）

「三木・元幸・エリクソン」という名前で登場。ビルの一室でカウンセリングセンターを経営している。
- 『きみを守るためにぼくは夢をみる』（白倉由美、講談社：2003年、星海社文庫：2011年）

「三木・元幸・エリクソン」という名前で登場。主人公の少年が住む町の総合病院で小児科の心療内科医として勤めている。主人公に熊の着ぐるみをくれた。
- 『ロリータ℃の素敵な冒険』（大塚英志、徳間書店：2004年、徳間デュアル文庫：2005年）

「三木・エリクソン・元幸」という名前で登場。海辺の岬の先端にある元ホテルの心療内科クリニックを経営している。

## 脚註
1. 1 2  大塚英志『物語消費論改』（アスキー新書：2012年）78ページ
2. ↑  『Comic新現実 』Vol.2（角川書店）巻末掲載の大塚英志による編集後記より
3. ↑  『サイコエース Vol.2』（月刊少年エース2001年9月増刊号）(角川書店）に三木・モトユキ・エリクソンの評論「節操なき後継者　ミュージシャンとしてのルーシー・モノストーン」が収録された時に三木・モトユキ・エリクソンの肩書きが「文化精神医学者」とクレジットされていた
4. 1 2 3  三木・モトユキ・エリクソン『多重人格探偵サイコ ルーシー・モノストーンの真実』(角川コミック・エース：2004年) 85ページ
5. ↑  三木・モトユキ・エリクソン『多重人格探偵サイコ ルーシー・モノストーンの真実』(角川コミック・エース：2004年) 85～86ページ
6. ↑  大塚英志『多重人格探偵サイコ2 阿呆船』（角川スニーカー文庫：1998年）巻末のあとがき